# Tropheini
Tropheini es una tribu de cíclidos africanos de la subfamilia Pseudocrenilabrinae endémicos del Lago Tanganyika.

## Géneros
- Limnotilapia
- Lobochilotes
- Simochromis
- Petrochromis
- Pseudosimochromis
- Tropheus